# Big Cheese
Big Cheese ist ein seit 1996 monatlich aufgelegtes Independent-Musikmagazin aus dem Vereinigten Königreich, welches sich auf alternative Musik wie Rock, Punk und Metal spezialisiert hat.
Chefredakteur ist Jim Sharples. Das Magazin hat eine Auflage von 13,000 Exemplaren. Das Big Cheese ist eines der ersten Magazine, welche Artikel von Taking Back Sunday, Green Day, Alexisonfire, My Chemical Romance, Turbonegro, Brand New und Panic! at the Disco im Vereinigten Königreich publizierte.